# Ziare.com
Ziare.com este o publicație de știri online în limba română, deținută de iMedia, companie deținută de fondul de investiții New Century Holdings.